# Rrëshen

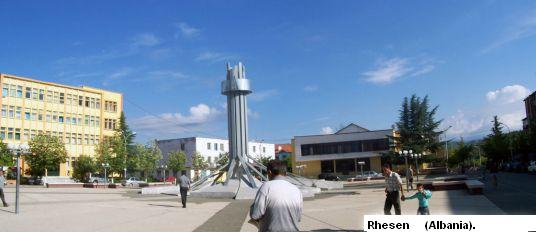
Piața centrală

Rrëshen este un mic oraș din Albania. Este reședința administrativă a districtului  Mirdite. Populația sa era de circa 9.210 locuitori în anul 2001.